# Ред и закон: УК (3. сезона)
Трећа сезона серије Ред и закон: УК је премијерно емитована од 11. јула до 9. новембра 2011. године и броји 13 епизода.

## Улоге
- Бредли Волш као ДН Рони Брукс
- Џејми Бамбер као ДН Мет Девлин (епизоде 1−6)
- Пол Николс као ДН Сем Кејси (епизоде 7−13)
- Харијет Волтер као ДИ Натали Чендлер
- Доминик Роуан као ВКТ Џејкоб Торн
- Фрима Еџимен као НКТ Алеша Филипс
- Питер Дејвисон као ДКТ Хенри Шарп

## Епизоде
| Бр. у серији | Бр. у сезони | Наслов                        | Редитељ       | Сценариста          | Премијерно емитовање | Бр. гледалаца (у милионима) |
| --- | ------------ | ----------------------------- | ------------- | ------------------- | -------------------- | --------------------------- |
| 27 | 1            | "Погрешан човек"              | Марисол Адлер | Деби О'Мали         | 10. јул 2011.        | 6.77                        |
| 18-годишња Сузан Мортон умире у непознатим околностима на ужурбаном болничком одељењу, а њен отац позива Брукса и Девлина у помоћ да открије шта је узрок њене смрти. Они откривају да је хитна медицинска помоћ у којој је била лечена имала три такве преране смрти у року од шест месеци и да је њена смрт можда била узрокована реакцијом између лекова које је добила и лекова које је узимала у то време. Брукс и Девлин сумњају на др. Гранта за којег се знало да ју је лечио те вечери. Ствари су се, међутим, усложиле када се открило да је половина њених медицинских белешки нестала, извештај о дотичној ноћи је лажиран, а осумњичена је купила карту у једном правцу за Белгију. Брукс и Девлин сустижу свог осумњиченог и разоткривају мрежу лажи, међу којима су и кироподиста који се представљао као лекар, сестра на пријемном одељењу којој је плаћено да ћути и угледни лекар који је раније био алкохоличар, а тренутно је три године тајно завистан од кодина. Виши краљевски тужилац Џејк Торн мора да одлучи кога да кривично гони да би добио правду за Сузанину смрт. |              |                               |               |                     |                      |                             |
| 28 | 2            | "Сигуран"                     | Џулијан Холмс | Емилија ди Гироламо | 17. јул 2011.        | 5.43                        |
| Када је Кајла Старк пријавила да је њен двогодишњи син Рајан одведен са рингишпила, Брукс и Девлин сумњају да је њен бивши дечко који је и отац детета можда одговоран. Међутим, након прегледа снимака камера, пар открива да дете никада није било на рингишпилу и да су колица која је Кајла гурала у том тренутку била празна. Сумња се затим окреће ка Кајлином тренутном дечку, а када је дечак пронађен мртав у вентилационом отвору у његовом стану, Брукс и Девлин верују да имају кривца. Међутим, без икаквих доказа који би доказали да ли су Кајла или њен дечко убили Рајана, Торн и Филипсова морају да одлуче кога ће кривично гонити. |              |                               |               |                     |                      |                             |
| 29 | 3            | "Заљубљеност"                 | Мет Кинг      | Николас Хикс-Бич    | 24. јул 2011.        | 5.31                        |
| Чехиња Катарина Чизик која је радила као пословна пратња пронађена је избодена на смрт у својој хотелској соби, а Брукс и Девлин одмах сумњају на случај уцене јер је у ноћном ормарићу жене пронађено 4.000 фунти и евиденција уплата. Сумња пада на портира хотела који је баш у то време био ван зграде - али тајна веза између уваженог практиканта и пратње излази на видело и убрзо наводи Торна и Филипсову да верују да је љубоморна практикантова жена спремна да подметне свом мужу пошто су његови састанци са пословном пратњом довели до тога да се њен син роди са оштећењем мозга узрокованим полно преносивом болешћу коју је муж добио од пратње, а онда пренео својој жени. |              |                               |               |                     |                      |                             |
| 30 | 4            | "Тик так"                     | Марк Еверест  | Ричард Стоукс       | 31. јул 2011.        | 4.93                        |
| Док истражују убиство двојице недужних пролазника у месном ноћном клубу, Бруксова и Девлинова ноћ постаје све гора када су схватили да им је у рукама могуће талачко стање. Затим су позвани на поприште трећег убиствоа, убиста месног службеника без дозволе кога је убио пар са пластичним маскама. Када је пронађено четврто тело - тело власника ноћног клуба - сумња пада на психијатријски неуравнотеженог бившег борца рата у Ираку Ендија Бишопа - и када је екипа коначно ухватила Ендија, ствари су кренуле низбрдо када га је упуцала његова девојка. Када је случај доспео на суд, суд мора да одлучи: да ли је она била ужаснута жртва која је убила свог насилника или вољна саучесница у злочинима? |              |                               |               |                     |                      |                             |
| 31 | 5            | "Намера"                      | Џулијан Холмс | Деби О'Мали         | 7. август 2011.      | 4.88                        |
| Домаћица долази на посао и проналази своје послодавце мртве, а Брукс и Девлин започињу истрагу о убиству Дејвида и Елејн Лернер који су се уселили у кућу шест месеци раније и учинили је као дом из снова када су отишли у пензију. Како се боре да пронађу побуду за убиство, њихова истрага убрзо се окреће претходним власницима куће, бившим супружницима Камили Малон и Лукасу Бојду пошто су открили да су они били део велике преваре са фондовима пре неколико година. Када је снимак камере доказао да је Бојд био у том крају у време убиства, они откривају да се његови отисци прстију поклапају са оним пронађеним у Елејниној крви. Бојд је пијан за воланом ударио возилом док је скретао у кривину, ударио главом и грешком ушао своју стару кућу - и свирепо избо Лернерове. Торн и Филипсова траже оптужбу за убиство док су суочени са Џејковом старом менторком Маргарет Рамсфилд која тврди да би оптужени требало да се суочи само са оптужбама за убиство из нехата. |              |                               |               |                     |                      |                             |
| 32 | 6            | "Нагодба (1. део)"            | Енди Годард   | Емилија ди Гироламо | 14. август 2011.     | 4.86                        |
| Мајка једног детета Лиа Браун пронађена је упуцана у свом кревету, а сумња одмах пада на њеног дечка који се бори са МС-ом и мора да узима медицински канабис да помогне његовом стању. Међутим, када се открило да је метак испаљен са више од 100 метара удаљености, под сумњу за убиство пада Кејден Блејк, тринаестогодишњи син познатог зависника. Он тврди да му је речено да убије свогдруга Чејса Вејда и да је када је први пут пуцао промашио Чејса и да је метак одлетео кроз ваздух у Лиин стан и убио је. Када се открило да је био по упутствима Марка Елиса, дугогодишњег злочинца и познатог растурача дроге којег полиција раније није успела да приведе правди, а Џејк и Алеша нуде Кејдену смањену казну како би Елиса привели правди. Убрзо се испоставило да је Кејденова мајка и зависница од крека продала сина Елису у замену за бесплатну дрогу и да је Елис мучио дечака и терао га да обавља незаконите послове. Елис је убрзо изведен на суд и проглашен кривим за незаконито затварање, поседовање дроге класе А и ГБХ. Кејден такође добија казну у установи за младог преступника, али када је пуштен са суда, налази се на линији ватре наоружаног човека који вози џип. Девлин успева да уочи нападача и у покушају да спасе Кејдена прима метак. |              |                               |               |                     |                      |                             |
| 33 | 7            | "Кривица преживелог (2. део)" | Енди Годард   | Емилија ди Гироламо | 28. септембар 2011.  | 5.14                        |
| ДН Сем Кејси добија задатак да истражи смрт Мета Девлина, али Рони, узнемирен због губитка свог најбољег пријатеља и ортака, почиње да дозвољава својим осећањима да ометају истрагу. Кејси је одмах посумњао у једног од саучесника Марка Елиса. Елис, међутим, пориче сваку умешаност и случај води до пубертетлије Џамала Кларксона чији је брат Киран убијен 2003. пошто је упуцан у главу. Полиција је заташкала случај и означила га као самоубиство, али Џамал и његова породица верују да су били изложени уставном расизму. Џамал признаје Ронију да је знао да је Марк Елис Киранов убица и да је отишао на суд да убије Елиса, али је закаснио и уместо тога је убио Мета као чин освете полицији. Џејк и Алеша морају да пронађу начин да кривично гоне Џамала за убиство. |              |                               |               |                     |                      |                             |
| 34 | 8            | "Отпорност"                   | Џејмс Стронг  | Николас Хикс-Бич    | 5. октобар 2011.     | 5.24                        |
| Оружана пљачка у ресторану брзе хране доводи Ронија и Сема до Френка Донована, осуђеног злочинца за кога се верује да је саучесник у пљачки. Донован открива да су он и његов бивши цимер из ћелије Џејми Харпер опљачкали ресторан пошто су направили коцкарски дуг - и да су пошто су им се покварила кола за бекство, усред Харперовог убиства невиног пролазника, отели невиног човека Мајкла Кумбса и наредили му да их извуче. Кумбс, отац двоје деце који пати од тешке астме, није нигде пронађен - а Донован наваљује да му се за податке о томе где се налази да отпорност против кривичног гоњења за убиство недужног посматрача и да му се уместо тога суди за убиство из нехата. Џејк и Алеша пристају на договор, међутим, Донованови подаци доводе до Кумбсовог леша и тако схватају да су преварени јер је Донован знао да је Кумбс већ мртав. На суду Џејк покушава да поништи споразум о отпорности што наилази на неке критике Донованове заступнице Миријам Пескаторе. Међутим, случај се убрзо окреће у његову корист када је Донованов саучесник Џејми Харпер пронађен мртав и закопан у шуми. Џејк се слаже да споразум о отпорности остане на снази, али стога, изјављује да осим оптужбе за убиство из нехата, Доновану треба судити и за Харперову смрт јер је посебан догађај. |              |                               |               |                     |                      |                             |
| 35 | 9            | "Духови прошлости"            | Мет Кинг      | Сузи Смит           | 12. октобар 2011.    | 5.32                        |
| Рони и Сем су позвани да посете злочинца Џимија О'Дохертија који је на самрти пошто су га ударила кола пошто је починио крађу. На самртној постељи признаје убиство Аманде Бенет, случај који је Рони истражио и закључио пре више од 14 година. У то време, Рони је био убеђен да је Амандин отац Сајмон починио убиство пошто је њена крв пронађена на његовој одећи, а пљувачка на њеној руци. Истрага доводи до Дохертијевог најбољег пријатеља Рикија Фелпса, а након неке истраге Рони и Сем верују да су пронашли правог човека пошто три сведока признају да је Рики тврдио да је убио Аманду. Нови ДНК докази такође стављају Рикија у везу са тим - али када је случај доспео на суд, Ронијеве побуде за проналажење Рикија долазе под знак питања када је одбрана истакла да је био алкохоличар током првобитне истраге. |              |                               |               |                     |                      |                             |
| 36 | 10           | "Испитивање"                  | Дејвид О'Нил  | Николас Хикс-Бич    | 19. октобар 2011.    | 5.07                        |
| Пензионисаног домара убија писмо-бомба, а Рони и Сем сумњају да је можда убијен зато што је био Јевреј. Траг води до злочинца који је био одговоран за неколико сличних убистава 70-их који обавештава полицију да је бомба можда направљена помоћу водича анархисте. Док истражују домара на претходном радном месту Универзитету "Тејмсајд" откривају да је отпуштен након лажних навода да је крао лекове са психијатријске лабораторије. Откривају да се студент који ради у универзитету Сајмон Велс недавно распитивао код других студената о томе како да направе оружје користећи живу - међутим, пошто је ухапшен, његово кратко изјашњавање умањило је одговорност због неурачунљивости. Џејк и Алеша откривају да је Велс убио домара пошто је сазнао да је крао дрогу и уцењивао га. Велс је открио да је одлучио да направи бомбу пошто се вратило психичко стање од ког је неко време патио. Пре него што су подигли оптужбу против Велса, међутим, екипа открива да је његов лекар, угледни лекар из Мерилебона, можда одговоран за његово стање пошто није успео да настави исправан ток лечења у корист новца од фармацеутског друштва. Пошто се открило да Сајмон није луд и да, у ствари, пати од тумора на мозгу, његовог лекара стављају на оптуженичку клупу за убиство из нехата. |              |                               |               |                     |                      |                             |
| 37 | 11           | "Постројавање"                | M. T. Адлер   | Емилија ди Гироламо | 26. октобар 2011.    | 5.26                        |
| Рони и Сем постају забринути када су упозорени на снимак силоване и упуцане пубертетлијке који се као епидемија шири већ три недеље. Они откривају да је жртва Ана Русо веровала да иде на журку да се дружи са неким од својих пријатеља, али је по доласку затекла три момка који су чекали да имају секс са њом. Откривају да је Аннин дечко Дени био сведок догађаја и да је позвао полицију са оближње телефонске говорнице. Убрзо су повезали силовање са три младића преко Денијевих доказа, ДНК и видео снимка. Међутим, када је случај до само да један призна кривицу како би се осудила сва тројица оптужених - и када је сведочио, Дени доноси одлуку која ће му променити живот и која би могла да донесе одлуку у Алешину корист. |              |                               |               |                     |                      |                             |
| 38 | 12           | "Од зоре до мрака"            | Марк Еверест  | Ричард Стоукс       | 2. новембар 2011.    | 5.15                        |
| Рони и Сем су позвани на лице места где је човек пронађен мртав у својим колима Одмах откривају да није био сам и убрзо успевају да уђу у траг његовој пријатељици. Док су био у потрази за НН лицем, детективи убрзо постају затрпани када се случај човека који се потукао са својим братом претворио у оптужбу за убиство. Док су саслушавали осумњиченог за убиство покојника, они откривају да је дотични осумњичени Роналд Хекстор био примећен како прати једну покојникову колегиницу неколико недеља раније. Да ствари буду још горе, он је на саслушању одбио да каже где је био дотичне ноћи. Кад су хтели да оптуже Хекстора, детективи су открили да оружје којим је убијена жртва није оружје пронађено код Хекстора па случај остаје без трагова. Уз сате и сате снимака камера, детективи постају пребукирани, а случај човека који се посвађао са братом прераста у убиство. Иако имају два случаја која треба решити, још један случај креће у рад када је оптужени на суђењу оптужио Сема да га је застрашивао током саслушања. |              |                               |               |                     |                      |                             |
| 39 | 13           | "Пукотине"                    | Џејмс Стронг  | Емилија ди Гироламо | 9. новембар 2011.    | 5.09                        |
| Рони и Сем истражују када је истражитељка места злочина Кели Махон пронађена избодена на смрт у свом стану. Све линије истраге почињу да воде у ћорсокак све док њена колегиница Луси Кенард није рекла да ју је испред њеног стана напао бесан таксиста. Убрзо се открива да је таксиста био у вези са Кели, а када су форензички докази показали да је пронађена Келина крв на његовим патикама, Рони верује да имају правог човека. Међутим, како ствари изгледају исечене и осушене, Сем постај уплетен у сексуални однос са Луси. Док истражују садржај Келине украдене торбе, они откривају да је у време убода имала поклон картицу Ен Самерс вредну 100 фунти. Сем убрзо открива да је картица коришћена једном у последњих месец дана за куповину црвене спаваћице величине 10, међутим, у Келином стану није пронађен никакав траг спаваћице. Како је њихов однос постао све дубљи, Сем се запрепастио и ужаснуо када је открио спаваћицу у Лусином купатилу. Џејк и Алеша убрзо откривају да је Луси можда била Келин убица - и да су форензичке доказе пронађене код таксисте можда тамо подметнули Келини пријатељи да би га намерно умешали. Како се низ мушкараца од којих је Луси изнуђивала новац појавио, Џејк и Алеша верују да имају довољно доказа за кривично гоњење. Међутим, док им Семова сексуална умешаност виси преко рамена, случај прети да пропадне пошто је Луси оптужила судију да ју је подмитио пуштањем на слободу у замену за сексуалне активности. |              |                               |               |                     |                      |                             |

## Емитовање епизода
Првих 6 епизода премијерно је емитовано у Великој Британији, а преосталих 7 у САД.